# Sonny Bono
Salvatore Phillip (Sonny) Bono (Detroit, 16 februari 1935 – South Lake Tahoe, 5 januari 1998) was een Amerikaans zanger, acteur en politicus wiens carrière meer dan drie decennia overbrugde. Samen met zijn toenmalige echtgenote Cher vormde hij het duo Sonny & Cher, waarmee hij hits had zoals I Got You Babe. In 1975 scheidde het echtpaar. Hij had gastrollen in onder meer de televisieseries Fantasy Island, Charlie's Angels, The Love Boat, The Six Million Dollar Man en CHiPs.
Na zijn zangcarrière ging hij de politiek in en werd hij onder meer Republikeins burgemeester van Palm Springs.
Hij overleed op 5 januari 1998 aan de gevolgen van een ski-ongeluk, waarbij hij tegen een boom skiede.
- Bibsys: 98033456
- Biblioteca Nacional de España: XX1094146
- Bibliothèque nationale de France: cb140373047 (data)
- Catàleg d'autoritats de noms i títols de Catalunya: 981058524691806706
- CiNii: DA11166581
- Gemeinsame Normdatei: 119085607
- International Standard Name Identifier: 0000 0000 8349 398X
- Library of Congress Control Number: n91031405
- Nationale Bibliotheek van Letland: 000322164
- MusicBrainz: c43d2302-02db-487b-b62d-8cb3c57f94c6
- Bibliotheek van het Japanse parlement: 001164923
- Nationale Bibliotheek van Tsjechië: xx0019206
- Nationale bibliotheek van Australië: 35061910
- Nationale Bibliotheek van Israël: 987007323445905171
- Nationale Bibliotheek van Polen: a0000002617775
- Nationale en Universitaire bibliotheek Zagreb: 000062517
- Nederlandse Thesaurus van Auteursnamen: 074609262
- Istituto Centrale per il Catalogo Unico: UBOV932559
- SNAC: w6jd5wn3
- Système universitaire de documentation: 084121343
- Trove: 815475
- Biographical Directory of the United States Congress: B000622
- Virtual International Authority File: 211370
- WorldCat: E39PBJptYrpG8jXF6DfB8GXWXd